# Acacia origena
Vachellia origena là một loài rau đậu thuộc họ Fabaceae.
Loài này có ở Eritrea, Ethiopia, và Yemen.